# لوینکا
لوینکا (به لاتین: Levinka) یک منطقهٔ مسکونی در روسیه است که در جمهوری آلتای واقع شده‌است.